# 東平府
東平府（とうへいふ）は、中国にかつて存在した府。宋代から明初にかけて、現在の山東省南西部に設置された。

## 概要
1119年（宣和元年）、北宋により鄆州が東平府に昇格した。東平府は京東西路に属し、須城・東阿・陽穀・中都・寿張・平陰の6県と東平監を管轄した。
金のとき、東平府は山東西路に属し、須城・東阿・陽穀・汶上・寿張・平陰の6県と景徳・木仁・関山・銅城・陽劉・楽安・定水・柴城・竹口・但歓・安寧・寧郷・翔鸞・固留・滑口・広里・石横・澄空・傅家岸の19鎮を管轄した。
1272年（至元9年）、元により東平府は東平路総管府と改められた。東平路は中書省に属し、録事司と須城・東阿・陽穀・汶上・寿張・平陰の6県を管轄した。1367年、朱元璋により東平路は東平府と改められた。
1374年（洪武7年）、明により東平府は東平州に降格し、済寧府に属した。須城県は廃止され、東平州に編入された。1385年（洪武18年）、東平州は兗州府に転属した。東平州は東阿・陽穀・汶上・寿張・平陰の5県を管轄した。
清のとき、東平州は泰安府に属し、属県を持たない散州となった。
1912年、中華民国により東平州は廃止され、東平県と改められた。